# 主谓句
主谓句是由主谓短语带上一定的语调构成的句子。
根据谓语词性不同，主谓句可分为名词谓语句、动词谓语句、形容词谓语句、主谓谓语句四种类型。其中，主谓谓语句是由主谓短语充当谓语的主谓句。
如果根据主语的存廢來劃分，主谓句又可分为完全主谓句和不完全主谓句。

## 完全主謂句
「完全主謂句」就是指句子裡有主謂結構並且主謂部分都顯現出來，沒有被省略的句子。例如：

面包被小明吃了

「被小明吃了」的謂語部分就是對主語「面包」的陳述了。

## 不完全主謂句
「不完全主謂句」是指句子裡有主謂結構，但主語或謂語部分可能在特定的語境裡承前或蒙後省略了，沒全都顯現出來的句子。例如：

“谁吃了面包？”

“小明。”

要注意的是，「不完全主謂句」裡，被省略的主語或謂語成分並非不存在，只是在特定語境裡，為簡鍊而省略了，我們是可以按文意酌情補回省略了的主、謂部分而不影響文意的。上例「小明。」便是「不完全主謂句」，我們能按文意補上「～吃了面包」使之變成「完全主謂句」而意義不變的，但因為承前文的問話，不說自明，所以省去謂語部分更好。